# 閔公 (燕)
閔公（湣公、びんこう、生年不詳 - 紀元前415年）は、春秋戦国時代の燕の君主。成公の子で、成公の後を受けて燕国の君主となった。在位24年。